# Стадіон Республіки
Стадіон Республіки (рум. Stadionul Republicii) — колишній стадіон у Бухаресті, розташований біля сучасної будівлі Палацу парламенту.

## Історія
Стадіон Національного офісу фізичного виховання (рум. Stadionul Oficiul Național de Educație Fizică) був урочисто відкритий 9 травня 1926 року з нагоди матчу з регбі між збірною Румунії та збірною французької армії, який завершився перемогою гостей з рахунком 35:3. Пізніше стадіон був модифікований у 1933-39 роках одним із найвідоміших архітекторів того часу Хоріа Крянге, і вважався першим сучасним стадіоном у Румунії, будучи першим стадіоном, обладнаним газоном і дренажною системою.
Протягом 1937 року стадіон носив назву Стадіон Короля Кароля ІІ (рум. Stadionul Regele Carol II), а у 1938 році стадіон змінив назву на Стадіон Національної агенції фізичного виховання (рум. Stadionul Agenţia Naţională de Educaţie Fizică).
Перший матч національної збірної Румунії з футболу відбувся на арені 10 травня 1927 року проти Югославії. Надалі збірна провела там низку матчів, переважно в рамках Балканського кубка. Там же відбувся матч Румунія — Югославія, який був в рамках кваліфікації до чемпіонату світу 1934 року, в результаті якого команда Румунії вийшла на мундіаль.
Під час Другої світової війни стадіон був охоплений полум'ям пожежі, але пізніше був відновлений і знову введений в експлуатацію під назвою Стадіон Республіки (рум. Stadionul Republicii) 3 вересня 1948 року з нагоди першого Міжнародного чемпіонату з легкої атлетики Румунської Народної Республіки. Спочатку стадіон вміщував 28 тис. місць, але після реконструкції його кілька разів вдосконалювали, досягнувши понад 40 тис. місць. Стадіон Республіки став другим стадіоном у Румунії, який був обладнаний нічним освітленням після стадіону Ромкоміт у Бухаресті.

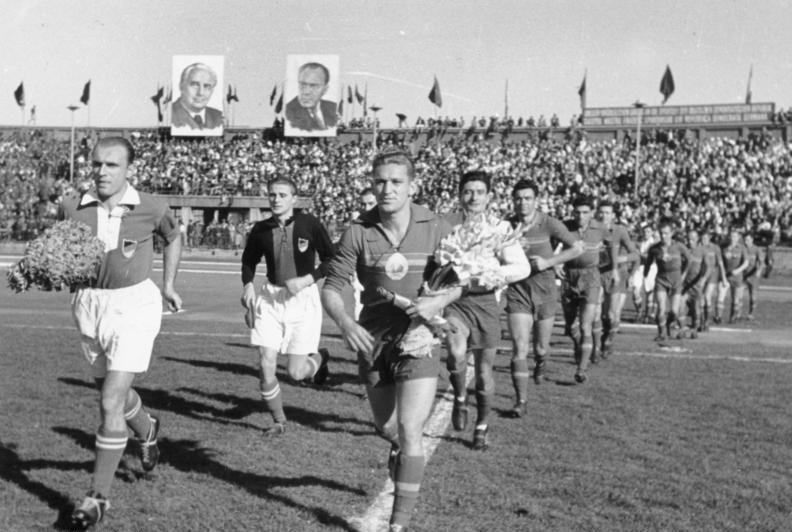
Футбольний матч Румунія — НДР, що відбувся на стадіоні Республіки 26 жовтня 1952 року.

До відкриття Національного стадіону в 1953 році споруда була основною ареною для домашніх матчів національної збірної Румунії з футболу. Матч проти Болгарії 28 червня 1953 року в рамках відбору на чемпіонат світу 1954 року став останнім матчем Румунії на цій арені як основній, після цього тут було зіграно ще чотири матчі збірної — в 1966, 1968, 1971 і 1972 роках. Останнім матчем збірної Румунії став товариський матч між командами Румунії та Перу 23 квітня 1972 року.
Загалом стадіон прийняв 42 матчі національної збірної, один матч олімпійської збірної, 15 ігор Кубка європейських чемпіонів, 22 фінали Кубка Румунії та багато інших футбольних матчів. Також незліченні легкоатлетичні змагання були проведені на тій же арені, включно з кількома розіграшами Румунського міжнародного легкоатлетичного чемпіонату. Тут також було побито декілька світових чи європейських рекордів: Боб Гутовскі у 1957 році (світовий рекорд у стрибках з жердиною); Йоланда Балаш у стрибках у висоту (9 із 14 світових рекордів, досягнутих між 1956 і 1961 роками); Генк Віссер у 1956 році (рекорд Європи зі стрибків у довжину).
У 1960-х роках на цьому стадіоні вперше в Румунії зіграли американські баскетболісти виставкової баскетбольної команди Harlem Globetrotters. У 1962 році на Республіканському стадіоні проходив Чемпіонат світу з гандболу серед жінок. У фіналі турніру, який також проходив на цій арені, збірна Румунії перемогла Данію з рахунком 8:5, вигравши свій перший і єдиний титул чемпіона світу.
Окрім спортивних подій (футбол, регбі, легка атлетика, гандбол, баскетбол, бокс, теніс і навіть бадмінтон), на цьому стадіоні також було проведено кілька популярних заходів. Історик Діну Ч. Джуреску повідомляє, що у вересні 1944 року «перший комуністичний мітинг, скликаний Румунською комуністичною партією, яка щойно стала легальною, відбувся на стадіоні АНЕФ. Кілька тисяч людей голосно вимагали відставки уряду під головуванням генерала Сенетеску».
Стадіон був знесений у 1980-х роках, тому що він був занадто близько до Народного палацу, і Чаушеску планував побудувати на цьому місці вертолітний майданчик. Хоча вертолітний майданчик не був добудований, конструкція стадіону була серйозно пошкоджена, і тепер на його місці знаходиться підземний гараж Палати депутатів.